# 7,5-cm KwK 40
Pour les articles homonymes, voir Canon de 75 mm.
Le  7,5-cm KampfWagenKanone  40 (KwK  signifiant "Canon pour véhicule de combat") est un canon utilisé pendant la Seconde Guerre mondiale par la Wehrmacht. Il était l'armement principal des chars moyens SdKfz.161 Panzerkampfwagen IV  (à partir de la Ausf.F2) et des canons d'assaut SdKfz.142 Sturmgeschütz III (à partir de la Ausf.F) en vue de remplacer le 7,5 cm KwK 37 L/24. Ce canon fut construit en deux longueurs de tube L/43 et L/48.

## Conception et développement
Début 1941, sur le Front de l'Est, la Wehrmacht doit faire face à de nouveaux blindés soviétiques (T-34 et KV), quasiment invulnérables aux pièces antichars allemandes du moment, hormis l'utilisation de munitions spéciales limitées (PzGr.40 à noyau de tungstène) ou alors à très courte portée.
Le canon court 7,5-cm KwK/StuK 37 L/24 du Panzer IV et du StuG III  ainsi que le canon antichar 5-cm PaK 38 ou 3,7-cm PaK 36 n'avaient plus la puissance nécessaire pour rivaliser du fait soit de leur faible vitesse initiale ou du calibre insuffisant.  
Pour compenser ces lacunes, le Département de l'artillerie de l'Armée allemande ressorti de ses cartons un projet lancé en 1939 mais jugé initialement non prioritaire, le canon antichar 7,5-cm PaK 40 L/46. Cette pièce, développée par Rheinmetall- Borsig, alliant un calibre suffisant avec une grande vitesse initiale  fut mise en dotation sur le front à partir de novembre 1941, où elle démontra toute son efficacité. 
Le modèle destiné à être monté dans les tourelles de char fut désigné, 7,5-cm KampfWagenKanone 40  et celui destiné à équiper les blindés sans tourelle, 7,5-cm SturmKanone 40. 
La première version produite de KwK/StuK 40 fut conçue avec une longueur de tube de 43 calibres (L/43), soit 3,225 m , qui en doublant la vitesse initiale  des projectiles, assurait une amélioration substantielle de la puissance de combat. En mars 1942, Les chars de combat moyens SdKfz.161/1 Panzerkampfwagen IV  en furent équipés  à partir de la version Ausf. F2, de même que les canons d'assaut SdKfz.142/1 Sturmgeschütz III (StuG III)  Ausf. F .
Le KwK/Stuk L/43 ne fut produit que durant une courte période allant de février 1942 à août 1942. 225 Panzer IV F2 furent produits avec un L/43 à frein de bouche sphérique. Environ 200 unités sur un total de 1 687 Panzer IV Ausf. G reçurent un L/43 avec un frein de bouche à double déflecteur. Seulement  120 StuG III Ausf.F sur une totalité de 366 furent armés avec la version L/43.
À partir de août 1942, le Kwk/StuK 40 fut légèrement modifié  pour accroitre sa puissance : son tube passant de 43 à 48 calibres, soit 3,225 à 3,855 m . Cette nouvelle version L/48 devient le standard à partir de juin 1942. Le 7,5-cm Kwk 40 est l'un des rares canons allemands à avoir gardé la même dénomination pour deux longueurs de tube différentes. 
Entre juin  1942 et avril 1945, environ 6 000 Panzer IV des versions Ausf. G, H et J furent équipés (sur un total de 8 800 produits) du Kwk 40 L/48. 7 720 StuG III Ausf. G, ainsi que 246 Ausf.F, 250 Ausf. F/8  et 1 139 StuG IV furent équipés du StuK 40 L/48.
Tout comme le Pak 40, le Kwk/StuK 40 connu toute une série de freins de bouche différents. Au moins cinq types furent produits afin de réduire le recul mais augmentant progressivement  la zone exposée au souffle. Les premières versions tubulaires  à double déflecteurs furent remplacées par des sphériques à simple déflecteur qui se montrèrent inefficaces pour amortir le recul. À partir de mai 1943, celle-ci  furent remplacées par des sphériques à doubles déflecteurs puis à partir de mai 1944, une version avec déflecteur frontal et présentant un disque à l'arrière fut créée. La version de production finale présente un déflecteur frontal mais avec un double disque arrière. 

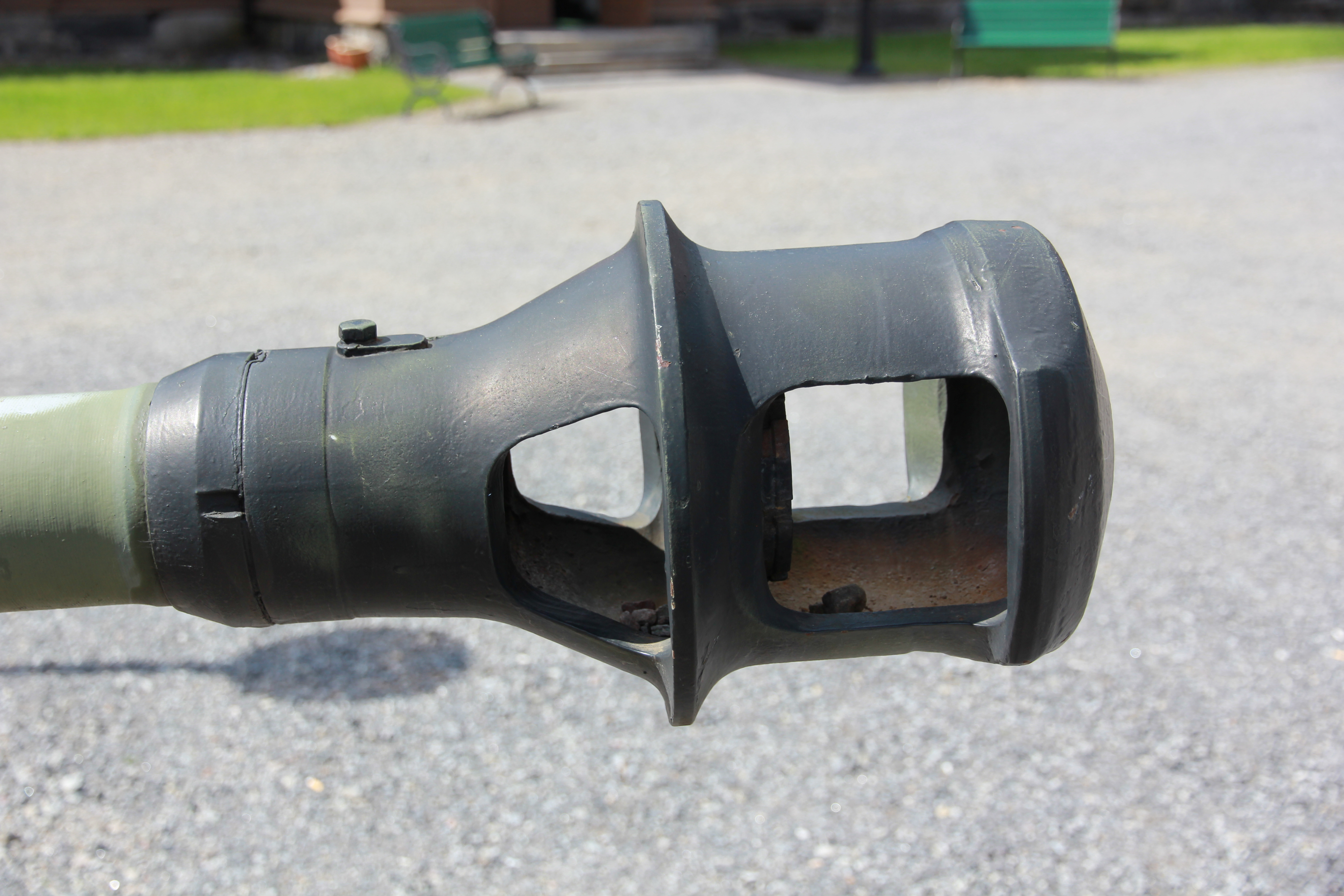
Détail du frein de bouche d'un Pak 40 exposé au Mikkeli Infantry museum (Finlande)
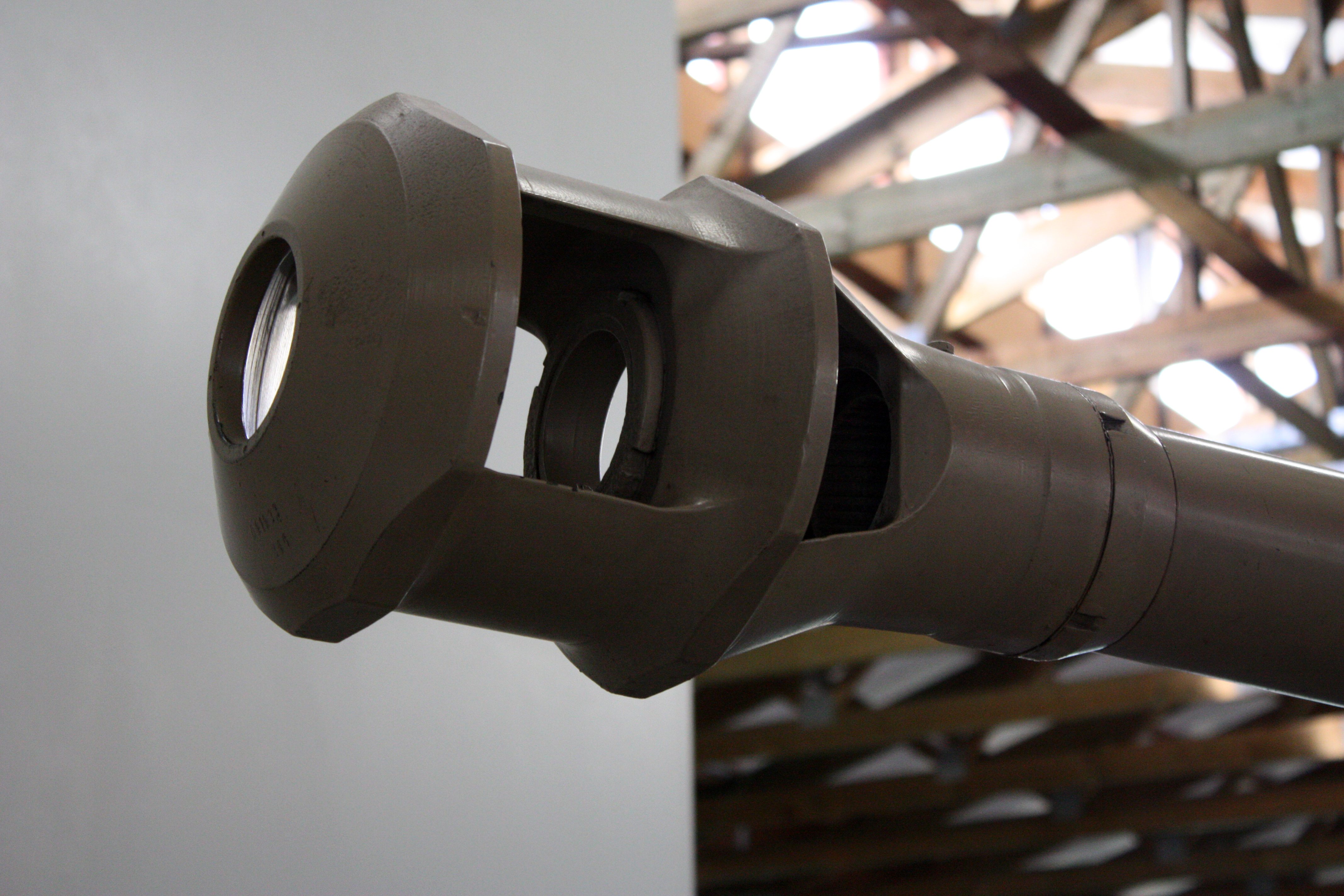
Détail du frein de bouche  à double disque d'un KwK 40 L/48 d'un Panzer IV Ausf.G, exposé au Panzermuseum de  Munster (Allemagne).
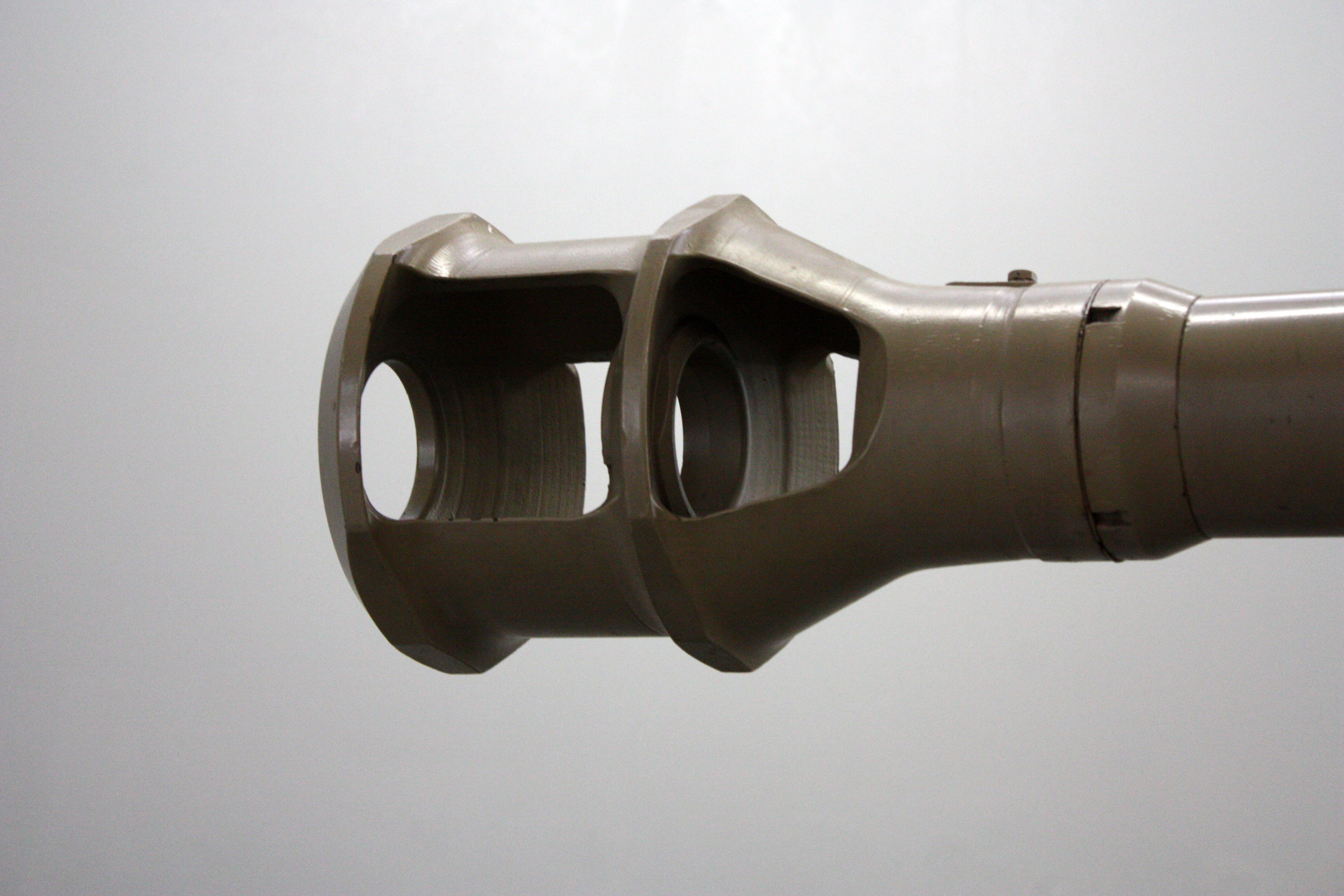
Détail du frein de bouche sphérique à double déflecteur d'un KwK 40 L/48 d'un Panzer IV Ausf.G, exposé au Panzermuseum de  Munster (Allemagne).

Le KwK/StuK en version L/43 & L/48 possédait une mise à feu électrique et était pourvu d'une culasse semi-automatique à chargement manuel.  Les munitions utilisées étaient plus courtes que celles du Pak 40 (75 × 495 mmR au lieu de 75 × 714 mmR) pour des questions de gain de place dans les blindés. Un Panzer IV pouvait alors embarquer 87 obus et un Stug III au moins 54.

## Munitions
Le Kwk 40 en version L/43 ou L/48  peut tirer divers obus de 75x495mmR   :
| Munition                                           | Type                                                 | Description | Poids projectile | Vélocité | Charge explosive                 | Fusée                   | Poids total | longueur | Charge propulsive                                                                        | Type percuteur                      |
| -------------------------------------------------- | ---------------------------------------------------- | --- | ---------------- | -------- | -------------------------------- | ----------------------- | ----------- | -------- | ---------------------------------------------------------------------------------------- | ----------------------------------- |
| 7,5-cm Panzergranate 39 (PzGr.39 )                 | Anti-blindage à pointe molle avec tête aérodynamique | Optimisé pour maximiser la vitesse de sortie et garder une forte puissance de pénétration en empêchant la désintégration de l'ogive à l'impact en ajoutant une pointe en métal plus mou. Comme ce genre de munition est instable en vol, on lui adjoint une pointe aérodynamique pour augmenter la portée et la précision  | 6,08 kg          | 790 m/s  | 18 g de RDX (90%) /cire (10%)    | BdZ 5103                | 11,52 kg    | 495 mm   | 2,410 kg d'éthylène glycol et de nitrocellulose (Gly. R.P.1)                             | Électrique, modèle C/22 ou C/22 St. |
| 7,5-cm Panzergranate 40 (PzGr.40 )                 | Anti blindage composite rigide                       | Obus anti blindage à cœur de tungstène | 4,1 kg           | 990 m/s  | /                                | /                       | 8,61 kg     | 495 mm   | 2,2 kg d'éthylène glycol / nitrocellulose avec ajout de nitroguanidine (Gu. R.P. 7,7)    | Électrique, modèle C/22 ou C/22 St. |
| 7,5-cm Granate Hohlladung 38 modèle B (Gr.38 Hl/B) | Anti-blindage à charge creuse                        | Version améliorée de la Gr.38 Hl/A, mise en service à partir de décembre 1942. L'enveloppe extérieure est identique au modèle A mais la charge explosive a été modifiée en vue de produire un jet de plasma plus large résistant à la rotation de l'ogive. La distance ne handicape pas la capacité de pénétration (75 mm) | 4,06 kg          | 475 m/s  | 0,51 kg de RDX (90%) /cire (10%) | A.Z. 38 St              | 7,36 kg     | 495 mm   | 0,43 kg d'éthylène glycol / nitrocellulose avec ajout de nitroguanidine (Gu. Bl. P.-AO)  | Électrique, modèle C/22 ou C/22 St. |
| 7,5-cm Granate Hohlladung 38 modèle C (Gr.38 Hl/C) | Anti-blindage à charge creuse                        | Version identique aux Gr.38 Hl/A et B mise en service à partir d'avril 1942. Une deuxième cavité conique est présente dans l'ogive pour contrer les effets de la rotation de l'ogive altérant la formation du jet de plasma . La distance ne handicape pas la capacité de pénétration (90 mm)                              | 4,06 kg          | 475 m/s  | 0,51 kg de RDX (90%) /cire (10%) | A.Z. 38 St              | 7,36 kg     | 495 mm   | 0,43 kg d'éthylène glycol / nitrocellulose avec ajout de nitroguanidine (Gu. Bl. P.-AO)  | Électrique, modèle C/22 ou C/22 St. |
| 7,5-cm Sprenggranate 34 (Sprgr. 34)                | Haut pouvoir explosif                                | Obus détonant | 5,75 kg          | 550 m/s  | 0,66 kg d'amatol                 | kl. A.Z. 23 (0,15) umg. | 8,71 kg     | 495 mm   | 0,755 kg d'éthylène glycol / nitrocellulose avec ajout de nitroguanidine (Gu. Bl. P.-AO) | Électrique, modèle C/22 ou C/22 St. |
| 7,5-cm Nebelgranate 40 (Nbgr. 40)                  | Fumigène                                             | Obus dégageant une forte fumée blanche à l'impact pour fournir un écran protecteur | /                | 540 m/s  | /                                | /                       | /           | 495 mm   | 0,755 kg d'éthylène glycol / nitrocellulose avec ajout de nitroguanidine (Gu. Bl. P.-AO) | Électrique, modèle C/22 ou C/22 St. |

## Capacité de pénétration
| Munition   | Type                                                 | Poids   | Version du canon   | Vélocité | Inclinaison | à 100 m | à 500 m | à 1 000 m | à 1 500 m | à 2 000 m | à 2 500 m |
| ---------- | ---------------------------------------------------- | ------- | ------------------ | -------- | ----------- | ------- | ------- | --------- | --------- | --------- | --------- |
| PzGr.40    | Obus anti blindage à cœur de tungstène               | 4,01 kg | 7,5-cm KwK 40 L/43 | 920 m/s  | 30°         | 126 mm  | 108 mm  | 87 mm     | 69 mm     | /         | /         |
| PzGr.40    | Obus anti blindage à cœur de tungstène               | 4,01 kg | 7,5-cm KwK 40 L/48 | 930 m/s  | 30°         | 143 mm  | 120 mm  | 97 mm     | 77 mm     | /         | /         |
| PzGr.39    | Anti-blindage à pointe molle avec tête aérodynamique | 6,80 kg | 7,5-cm KwK 40 L/43 | 740 m/s  | 30°         | 99 mm   | 91 mm   | 82 mm     | 72 mm     | 63 mm     | /         |
| PzGr.39    | Anti-blindage à pointe molle avec tête aérodynamique | 6,80 kg | 7,5-cm KwK 40 L/48 | 750 m/s  | 30°         | 106 mm  | 96 mm   | 85 mm     | 74 mm     | 64 mm     | /         |
| Gr.38 Hl/C | Anti-blindage à charge creuse                        | 7,36 kg | 7,5-cm KwK 40 L/43 | 450 m/s  | 30°         | 90 mm   | 90 mm   | 90 mm     | 90 mm     | 90 mm     | /         |
| Gr.38 Hl/C | Anti-blindage à charge creuse                        | 7,36 kg | 7,5-cm KwK 40 L/48 | 475 m/s  | 30°         | 90 mm   | 90 mm   | 90 mm     | 90 mm     | 90 mm     | /         |

## Précision
| Munition   | Situation        | à 100 m | à 500 m | à 1 000 m | à 1 500 m | à 2 000 m | à 2 500 m | à 3 000 m |
| ---------- | ---------------- | ------- | ------- | --------- | --------- | --------- | --------- | --------- |
| PzGr.39    | A l'entrainement | 100 %   | 100 %   | 99 %      | 77 %      | 48 %      | 30 %      | 17 %      |
| PzGr.39    | Au combat        | 100 %   | 99 %    | 71 %      | 33 %      | 15 %      | 8 %       | 4 %       |
| PzGr.40    | A l'entrainement | 100 %   | 100 %   | 95 %      | 66 %      | 21 %      | /         | /         |
| PzGr.40    | Au combat        | 100 %   | 98 %    | 58 %      | 24 %      | 6 %       | /         | /         |
| Gr.38 Hl/C | A l'entrainement | 100 %   | 100 %   | 85 %      | 42 %      | 20 %      | /         | /         |
| Gr.38 Hl/C | Au combat        | 100 %   | 100 %   | 45 %      | 15 %      | 6 %       | /         | /         |

## Utilisateurs

### 7,5-cm KwK 40 en version L/43
- Char moyen  SdKfz.161/1 Panzerkampfwagen IV Ausf. F2
- Char moyen  SdKfz.161/1 Panzerkampfwagen IV Ausf. G
- Char lourd russe  KV-1A , qui fut rééquipé et utilisé  au sein de la Wehrmacht sous la désignation Panzerkampfwagen KV-1A 753(r)
- Char lourd russe  KV-1B , qui fut rééquipé et utilisé  au sein de la Wehrmacht  sous la désignation Panzerkampfwagen KV-1B 755(r)

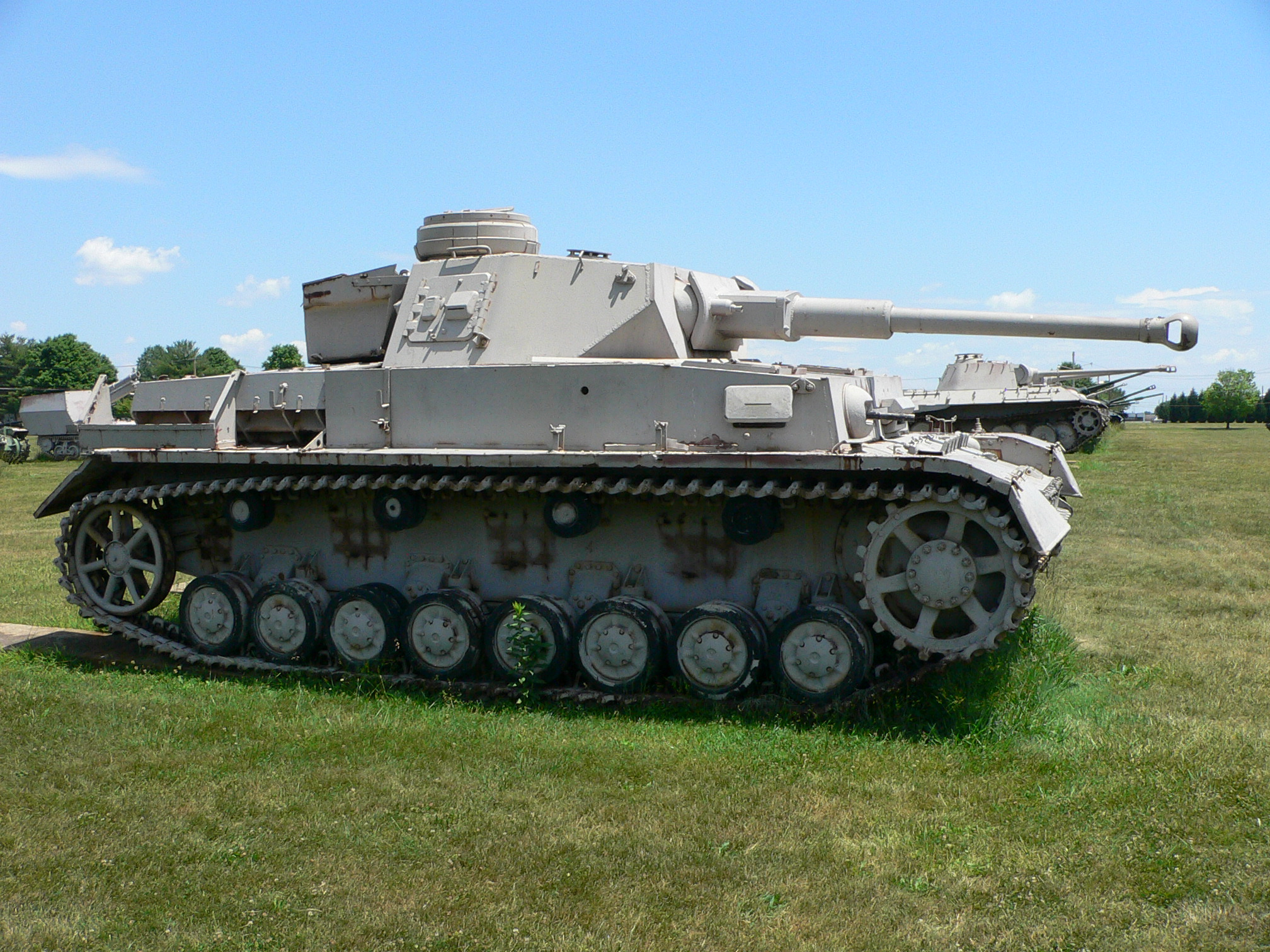
Panzer IV Ausf. F2  avec un KwK 40 L/43 exposé au United States Army Ordnance Museum  (Aberdeen, Maryland, États-Unis)
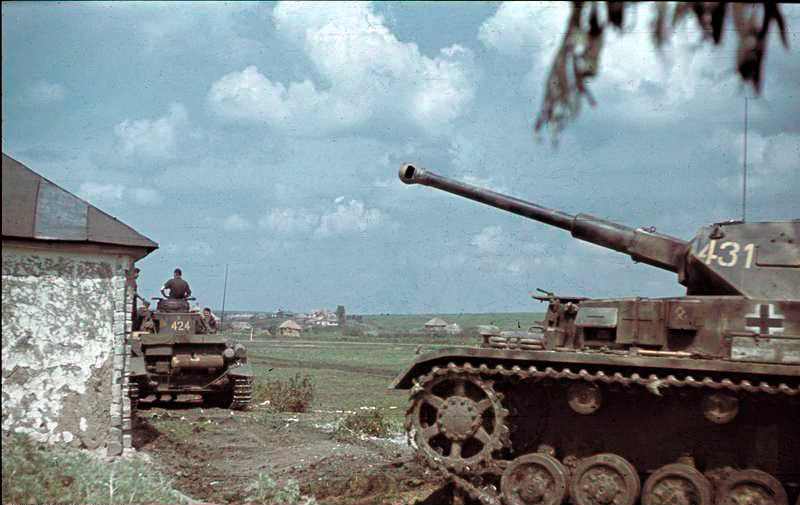
Photo couleur d'époque de Panzer IV Ausf. F2 sur le front de l'Est (Ukraine, été 1941)

### 7,5-cm  KwK 40 en version L/48
- Char moyen SdKfz.161/2 Panzerkampfwagen IV Ausf. G
- Char moyen SdKfz.161/2 Panzerkampfwagen IV Ausf. H
- Char moyen  SdKfz.161/2 Panzerkampfwagen IV Ausf. J
- Char de commandement  Panzerbefehlswagen IV mit 7,5 cm KwK 40 L/48  (PzBefWg IV)
- Char moyen Sonderausführung des Panzer IV Ausf. G (prototype)
- Véhicule d'observation d'artillerie  Panzerbeobachtungwagen IV (PzBeogWg IV)

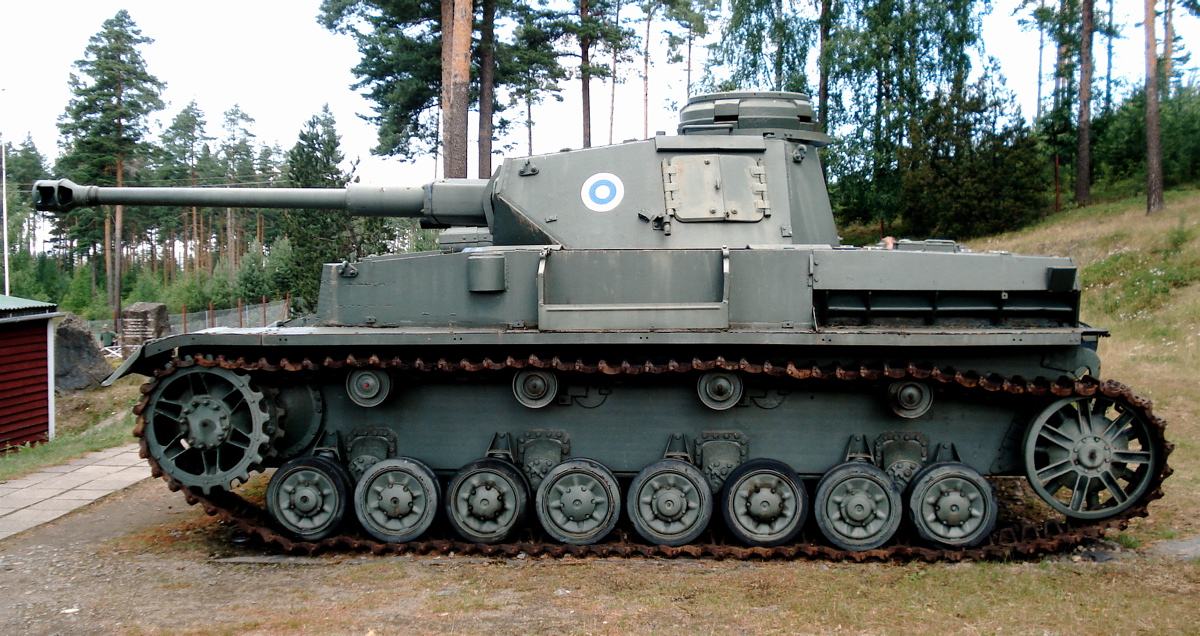
Panzer IV Ausf. J  avec son Kwk 40 L/48 exposé au Panssarimuseo (Musée des tanks) situé à Parola en Finlande.
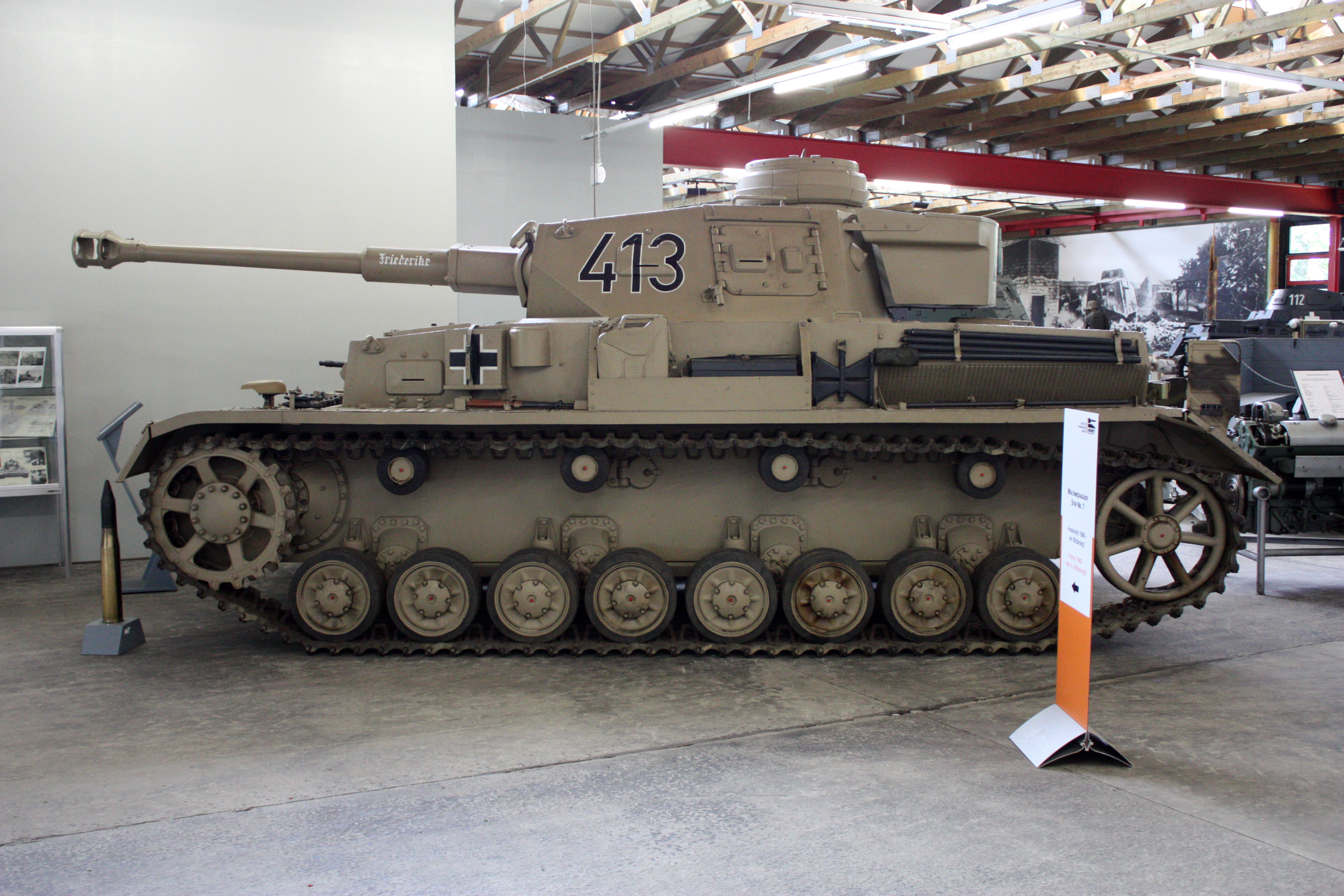
Panzer IV Ausf. G avec son Kwk 40 L/48 exposé au Panzermuseum (Musée des tanks) situé à  Munster en Allemagne.
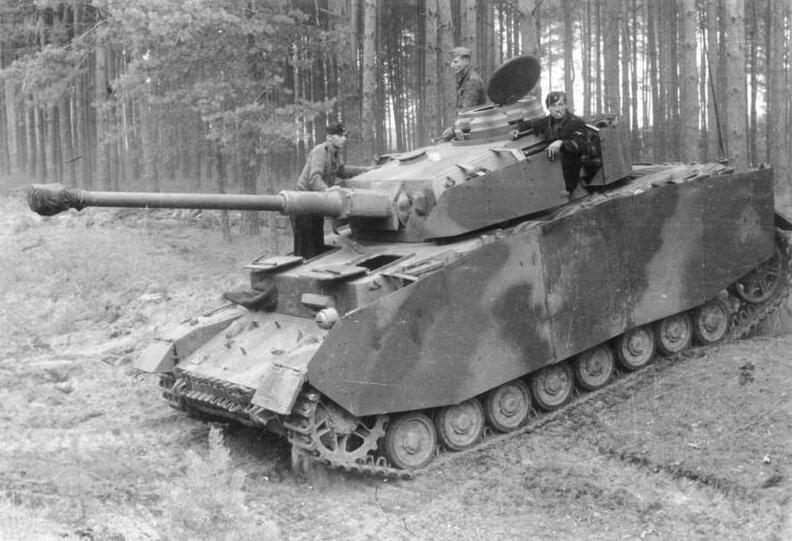
Panzer IV Ausf. H, avec jupes de blindage latérales, sur le front de l'Est (Union soviétique, 21 juin 1944).

### 7,5-cm StuK  40 en version L/43
- Canon d'assaut 7,5 cm Sturmkanone Panzer 38(t) (prototype)
- Canon d'assaut  SdKfz.142/1 Sturmgeschütz III (StuG III) Ausf. F (premières versions)

### 7,5-cm StuK  40 en version L/48
- Canon d'assaut  SdKfz.142/1 Sturmgeschütz III (StuG III) Ausf. F/8
- Canon d'assaut  SdKfz.142/1 Sturmgeschütz III (StuG III) Ausf. G
- Canon d'assaut  SdKfz.167 Sturmgeschütz IV (StuG IV)

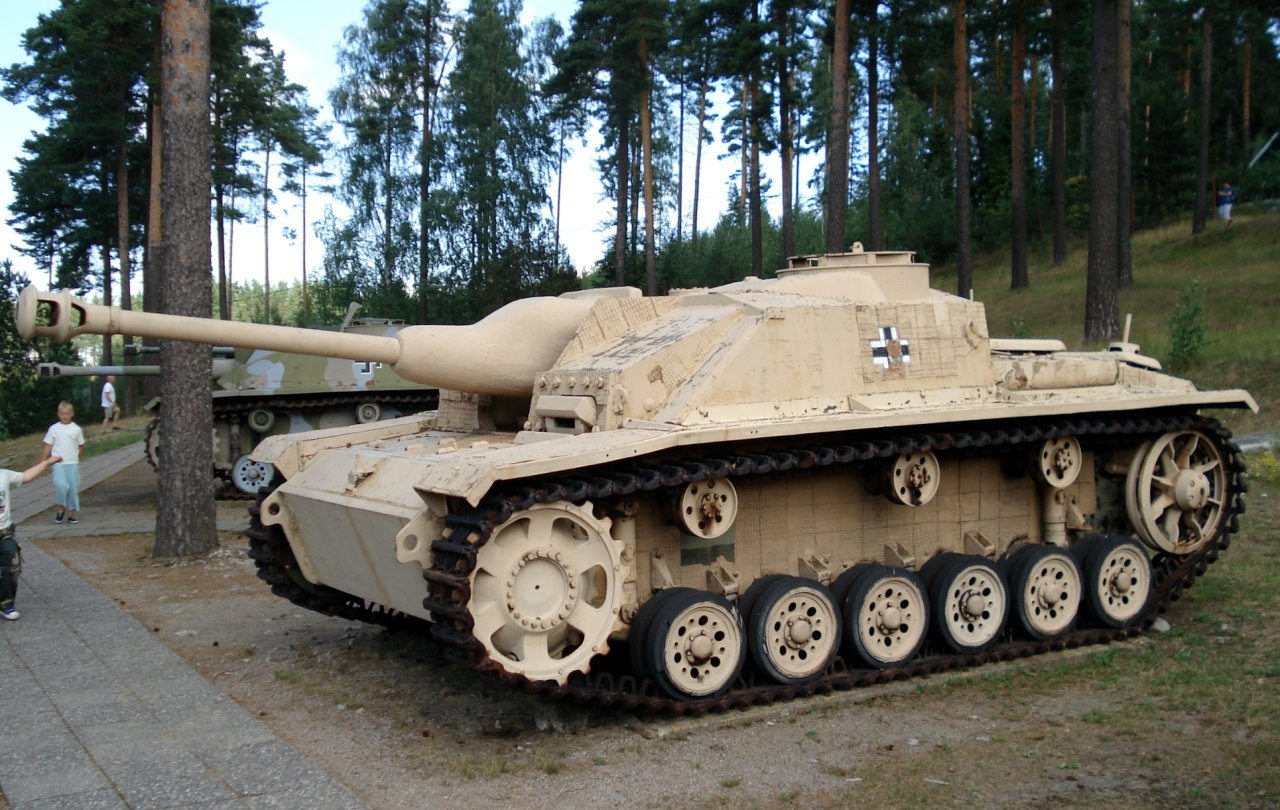
StuG III  Ausf. G avec son StuK 40 L/48 exposé au Panssarimuseo (Musée des tanks) situé à Parola en Finlande.
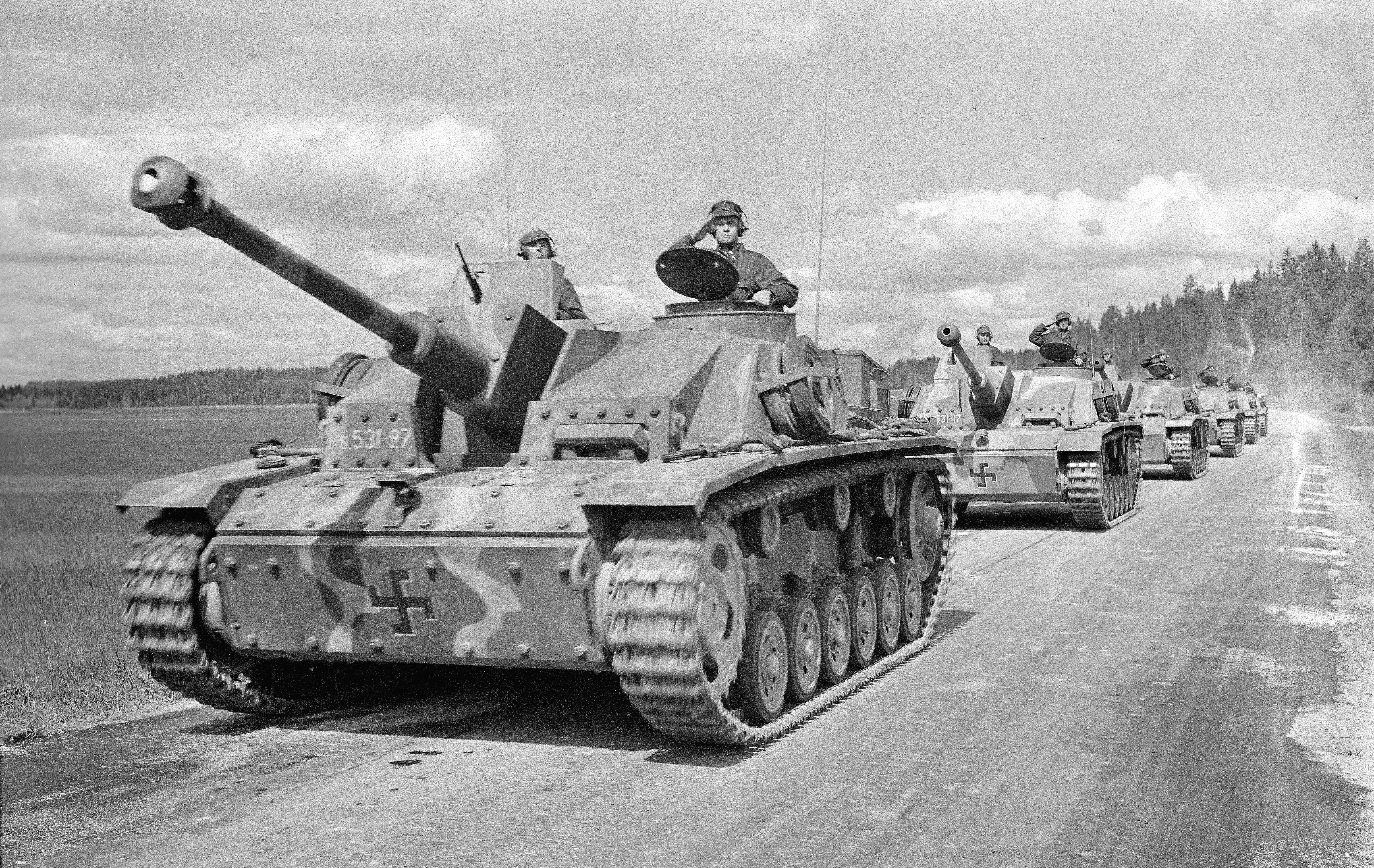
Colonne de  StuG III  Ausf. G finlandais  (1943)
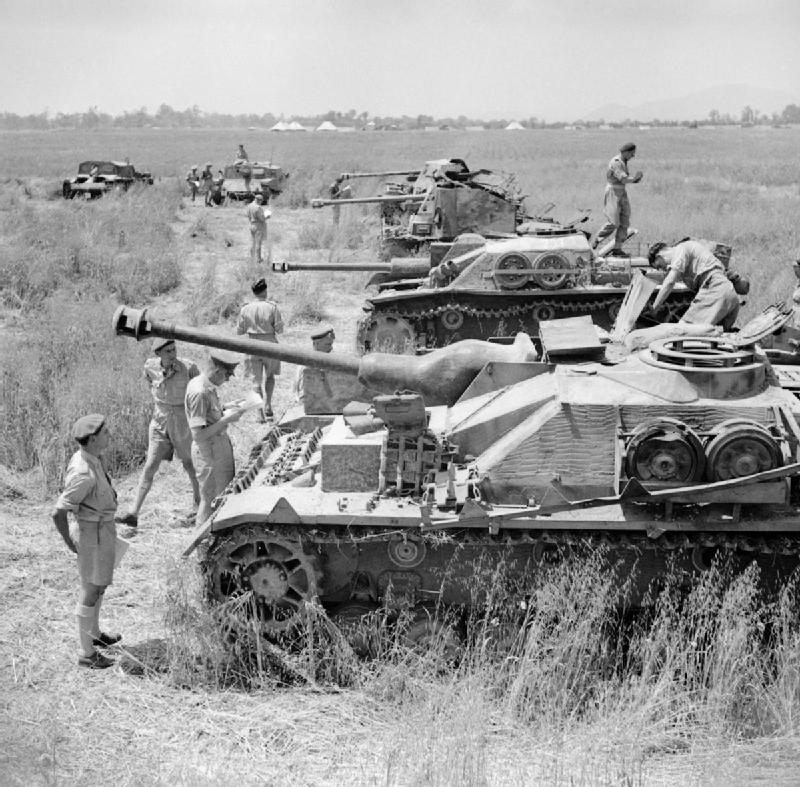
Troupes britanniques inspectant 2  StuG IV armé de leur StuK 40 L/48 (au premier plan), 2 Marder II et deux Semovente M40/75 capturés (Italie, 2 juin 1944).